# Jacques Mazeau
 (octobre 2018).
Pour les articles homonymes, voir Mazeau.
Jacques Mazeau, né le 19 décembre 1949 à Paris, est un écrivain et journaliste français.

## Biographie
Parallèlement à son activité de romancier, Jacques Mazeau est journaliste notamment au Quotidien de Paris, Banco, Grand Public, Atlas, Le journal de l'Hôtellerie[réf. souhaitée].
De 1980 à 1990, il est directeur des publications de l'Agence nationale pour la formation professionnelle des adultes (AFPA)[réf. souhaitée]. En 2003 et 2004, il est chroniqueur à Radio Monte-Carlo dans les « Grandes Gueules »[réf. souhaitée].

## Œuvres

### Romans
- La Ferme d'en bas, Balland, 1985
  - Réédition, Le Livre de poche no 6579, 1989
  - Réédition, Éditions Hors Commerce en 2001
  - Réédition, Borée, Terre de poche, 2006
- La Dénonciation, Balland, 1986
  - Réédition, Le Livre de poche no 6888, 1990
- La Druzina, Balland, 1987
  - Réédition, Le Livre de poche no 6579, 1989
- La Rumeur du soir, Balland, 1988 
  - Réédition, Le Livre de poche no 6656, 1989
  - Réédité aux  Éditions Hors Commerce. 1999
  - Réédition, Borée, Terre de poche no 56, 2008
- Sur la piste des diamants, de François Thiéry (avec la participation de Jacques Mazeau), ill Marianne Villebrun et Nicolas Vial, Magnard, collection C'est toi, août 1988[2].
- La Gitane de Formentera, Ramsay, 1989
- De l'autre côté de la rivière, Balland, 1990
  - Réédition, Pocket no 3577, 1991
- Le Retour de Jean, La Table Ronde, 1992 
  - Réédition, Borée, Terre de poche, 1993
  - Adapté par Philomène Esposito pour FR3 en 1996 sous le titre Le Secret de Julia (Grand Prix du Festival TV de New York janvier 1998)
- Le Pré aux corbeaux, Plon, 1995
  - Réédition, Pocket no 4473, 1997
  - Réédition, Borée, Terre de poche, 2010
  - Réédition aux Éditions L'Archipel, 2010
  - Adapté par Serge Meynard sous le titre Le Cri du corbeau pour FR3 en 1997[3].
- Nuremberg 46, Gallimard, Jeunesse, 1995
- La Dame blanche, Plon, 1996
- La Vieille Dame et l'Enfant, France Loisirs, 1997
- Le Voyage de ma mère, Plon, 1998
- La Malédiction de Bellary, Plon, 1999  
  - Adapté en BD chez Glénat (3 tomes)
- Le Pont de l’aigle, Éditions Jean-Claude Lattès, 2000 
  - Adapté en téléfilm sous ce même titre Le Pont de l'aigle pour FR3, réalisé par Bertrand Van Effenterre[4]
- Le Bâtard et la Colombe, Plon, 2000 
  - Réédition, Glénat, 2006
- Jusqu’à la mer, Seuil, 2000 (prix Chronos)[5]
- Terre de sang, Plon, 2001 
  - Réédition, Borée, Terre de poche, 2012
- L'Or des Maures, Éditions Jean-Claude Lattès, 2002
  - Réédition Le Masque no 2517, 2009
  - Adapté en une mini-série de 12 épisodes intitulée Disparitions pour FR3

Cette série télévisée Disparitions inspirée par le roman L'Or des Maures inspire elle-même une bande dessinée de Didier Convard qui parait quasi simultanément à la diffusion des épisodes télé. Le script original de Disparitions est donc décliné en trois adaptations complémentaires pour toucher un plus vaste public : téléfilm, bande dessinée et roman (réédition)
- Anna et le père Noël France Loisirs, 2003[8]
- Mensonges, Plon, 2004
  - Réédition, Borée, Terre de poche no 56, 2005
- La Ferme de l’enfer, Archipel, 2008
  - Réédition, Archipel, Archipoche no 129, 2010
- Le Vent de la colère, Archipel, 2010
- Amères Récoltes, Archipel, 2011
- La Vengeance du loup, Éditions du Masque, 2011
  - Borée, Terre de poche, 2013
- Brumes de sang, Presses de la Cité, 2012
- Le Retour des hirondelle, Archipel, 2013
- D’amour et de cendres, L’Archipel, 2018, 336 pages[9],[10]
- La baie des Trépassés, L’Archipel, 2020[11],[12]
- J'ai entendu le chant des morts, L'Archipel, 2023[13]

### Documents
- Les Destins tragiques du cinéma, PAC, 1982
- Le Guide pratique des Radios-libres, Édition Radio. 1982
- Les Acteurs contemporains français, P.U.F. « Que Sais-je ? » no 887, 1982
- Humphrey Bogart, PAC, 1983
- Le Métier d'attaché de presse, Chotard, 1983
- Acteurs et Chanteurs, PAC, 1983 (en collaboration avec Didier Thouart)
- Les Grands Acteurs étrangers contemporains, P.U.F. « Que Sais-je ? » no 2177, 1984
- Les Grands Seconds Rôles du cinéma français, PAC, 1984
- Ciné-jeux, Balland, 1985 (en collaboration avec Didier Thouart et Bernard Oudin)
- Journal d'un marsouin au Tonkin (1883-86), France-Empire, 1985
- Vendre en Corée, Chotard et associés, 1990
- Des Faits et des hommes, Presses du Management, 1991 (en collaboration avec Jean Keutcha)
- Les Destins tragiques du cinéma, Éditions Hors collection, 1995
- Les Destins brisés de la chanson, Éditions Hors collection, 1996
- 25 000 hommes pour un succès, SGS-Thomson, 1997
- Les Destins tragiques du sport, Éditions Hors collection, 1998
- Destins tragiques du XXe siècle, Éditions Hors collection, 1998
- Disparitions : retour aux sources, Favre, 2000
  - Réédition, Fayard, 2008
  - Réédition, Glénat, 2008
- Dames de cour reines de cœur, Éditions Le Pré aux clercs, 2001
- C’est ça, ma gauche, Plon, 2002 (en collaboration avec Daniel Vaillant, ministre de l’Intérieur)
- Dames de cour, reines de cœur, tome 2, Éditions Le Pré aux clercs, 2002
- La Sécurité : priorité à gauche, Plon, 2003 (avec Daniel Vaillant)
- La droite libérale n’a pas de sens, Éditions Hors collection, 2004
- Les Destins tragiques d’Hollywood, L'Archipel, 2005
- Merci madame Royal, Éditions Hors collection, 2007

### Bande dessinée
- La Malédiction de Bellary (scénario), avec Guillaume Martinez (dessin), Glénat, coll.« Vécu » :

1. Le Fils du Diable, 2002  (ISBN 2723436756)[14]
2. La Dague et le Poignard, 2003  (ISBN 2723441245).
3. Le Bâtard et la Colombe, 2006  (ISBN 272344659X).

- Disparitions : Retour aux sources, Glénat, co-scénario avec Didier Convard d'après la mini-série télé homonyme :

1. Retour aux sources I, 2008 avec Pierre Wachs (dessin)  (ISBN 9782723463737)
2. Retour aux sources II, 2008 avec Ersel (dessin)  (ISBN 9782723464970)[15]
3. Retour aux sources III, 2009  avec Ersel (dessin)  (ISBN 9782723466035)
4. Retour aux sources IV, 2010 avec Pierre Wachs (dessin)  (ISBN 9782723466042)

- L'Affaire Oil t. 1 : Engrenages (scénario), avec Mirko Colak (dessin), Glénat, coll. « Investigations », 2008  (ISBN 9782723460019).
- La Druzina : 1914-1918 (scénario), avec Brada (dessin), Glénat, 2015  (ISBN 9782723463744)[16],[17].